# La Lettre AAAF
Pour les articles homonymes, voir La Lettre.
La Lettre AAAF (ou 3AF) est une revue bimestrielle publiée par l'Association aéronautique et astronautique de France (AAAF). Elle fait suite à la revue 
Les Nouvelles de l'AAAF, publiée de janvier 1984 au n° 54 de septembre 1989, et à d'autres publications comme la trimestrielle Nouvelle revue Aéronautique et Astronautique.
Elle paraît essentiellement sous format électronique, et est également publiée sous format magazine (voir sous Liens externes).
Certains articles ne sont accessibles qu'aux membres de 3AF.

## Publications
Parmi les centaines d'articles publiés, retenons :
Aviation civile
- (fr) Georges Ville (Pionnier Airbus, Académie de l'air et de l'espace et AAAF), « Les histoires d’Airbus », dans La Lettre AAAF, N° 1, janvier 2006,  (ISSN 1767-0675), [lire en ligne]

Aviation militaire
Aviation d'affaires
Aviation légère
Astronautique
Espace - lanceurs
Espace - satellites
- Guy Lebègue[2] (Sénior AAAF), « Cassini-Huygens, le long voyage; Huygens, l’arrivée sur Titan », dans La Lettre AAAF du Groupe Côte d'Azur, n° 137 spécial Huygens, mai 2005, publiée sur [archive-host.com lire en ligne] [PDF], reprise dans La Lettre AAAF, N° 6, septembre 2005,  (ISSN 1767-0675), [Site web 3AF lire en ligne] [PDF].
- Guy Lebègue (Sénior AAAF), Éric Lebègue (CSTB), Laurent Lebègue (CNES), « Du Spatial aux Travaux publics : Les Maquettes virtuelles », publiée dans Lettre AAAF Cannes, spécial mars 2007 tiré-à-part, [archive-host.com lire en ligne] [PDF], reprise dans La Lettre AAAF, N°6, juin 2007,  (ISSN 1767-0675) [Site web 3AF lire en ligne] [PDF].

Environnement
- (fr) Valérie Guénon (responsable de la R&T européenne du Groupe Safran), « La recherche aéronautique européenne face au défi de l'environnement », dans La Lettre AAAF, N° 1, janvier 2006,  (ISSN 1767-0675), [lire en ligne]

Hélicoptères
- Christian de Pescara (AAAF, Aéroclub de France, AAMA), « Les inventions du marquis de Pescara », dans La Lettre AAAF, N°10, novembre 2007, [Site web 3AF lire en ligne] [PDF].

Missiles,
Technologies
- (fr) Jérôme Pora, (Airbus S.A.S.), « Matériaux et technologies de structure

pour l’Airbus A380 », dans La Lettre AAAF, N° 1, janvier 2006,  (ISSN 1767-0675), [lire en ligne]